# Ectropis flavescens
Ectropis flavescens là một loài bướm đêm trong họ Geometridae.